# エドワード・バーネット・タイラー
エドワード・バーネット・タイラー（Sir Edward Burnett Tylor、1832年10月2日 - 1917年1月2日）は、イギリスの人類学者。「文化人類学の父」と呼ばれる。宗教の起源に関してアニミズムを提唱した。

## 経歴
1832年、ロンドンの キャンバーウェル(en)で、財産豊かなクエーカー信徒でロンドンの真鍮工場のオーナーであるジョセフ・タイラーとハリエット・スキッパーの息子としてうまれた。
トッテナムのグローブ・ハウススクール(en)に通っていたが、青年期には両親の死と彼自身の厳格なクエーカーとしての背景のために、大学の学位は取得しなかった。死後両親の会社を引き継ごうとしていたタイラーは、結核と思わしき症状を発症したためにそれを取りやめた。1855年、健康上のアドバイスを受け入れ、療養のために温暖な中米に旅立った。この経験がタイラーに、他文化を研究するという彼の人生をかけた興味を形成するきっかけとなった。旅行中、タイラーは同じクエーカー教徒で民族学者・考古学者でもあるヘンリー・クリスティ(en:Henry Christy)と出会った。クリスティとの出会いは、タイラーに人類学に対する彼の関心を大きく刺激し、先史研究を含むために彼の疑問を広げるのを助けた.。
タイラーの最初の出版物は、1856年のクリスティとの旅行の成果についてのものだった。出会った人々の信仰と習慣について記録し、 イングランド帰国後の1861年にAnahuac: Or Mexico and the Mexicans, Ancient and Modernを出版した。
再び旅にでるまでの間、タイラーは現代と先史時代の部族社会の慣習と信念について研究し、1865年に”Researches into the Early History of Mankind and the Development of Civilization”を、1871年には代表作”Primitive Culture”を刊行した。 
1896年に、彼はオックスフォード大学の初代人類学教室の教授になった。

## 栄典・叙勲
- 1907年：トーマス・ハックスリー記念賞
- 1912年：ナイトに叙された。

## 研究内容・業績
- タイラーは文化進化研究の先駆者の一人と考えられている。
- 『原始文化』と『人類学』において、彼はチャールズ・ダーウィンの進化論をもとに、人類学を科学的な研究として位置づける試みを行った。彼は社会や宗教の発展に機能的な側面があることを信じていた。彼とその子弟による研究は、現在でも19世紀における社会人類学の主要な成果であると考えられている[3]。彼は人類の歴史研究や先史時代の研究によって、イギリスの社会の形成基盤が明らかになると信じていた[4]。
- 彼はアニミズムを「すべての物や自然現象に、霊魂や精神が宿るという思考」と定義した[5]。 彼にとってはアニミズムは、宗教の初期段階なのである。

### 日本語訳された著作
- 『文化人類学入門』（Anthropology: An Introduction to the Study of Man and Civilization、大社淑子, 塩田勉, 星野恒彦訳、太陽社） 1973、のち太陽選書 1981
- 『原始文化』上・下（Primitive Culture、奥山倫明, 奥山史亮, 長谷千代子, 堀雅彦訳、松村一男監修、国書刊行会、宗教学名著選） 2019